# Rakoniewice
Rakoniewice è un comune urbano-rurale polacco del distretto di Grodzisk Wielkopolski, nel voivodato della Grande Polonia.
Ricopre una superficie di 201,15 km² e nel 2004 contava 12 404 abitanti.